# بندورف (فرهبورگ)
بندورف (به آلمانی: Benndorf) یک منطقهٔ مسکونی در آلمان است که در فرهبورگ (زاکسن) واقع شده‌است. بندورف ۴۳۰ نفر جمعیت دارد.